# Pretin

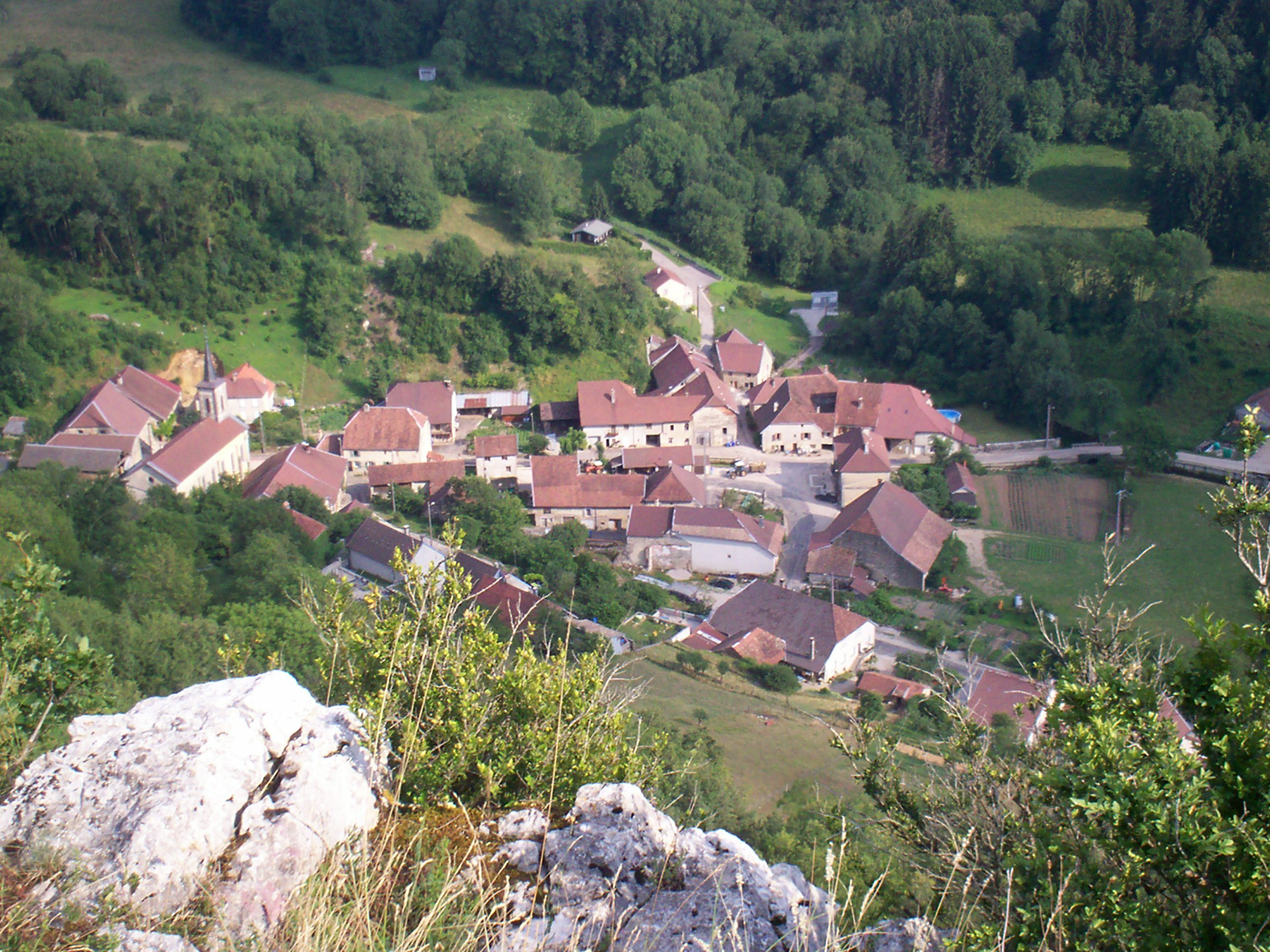

Pretin is een gemeente in het Franse departement Jura (regio Bourgogne-Franche-Comté) en telt 57 inwoners (2009). De plaats maakt deel uit van het arrondissement Lons-le-Saunier.

## Geografie

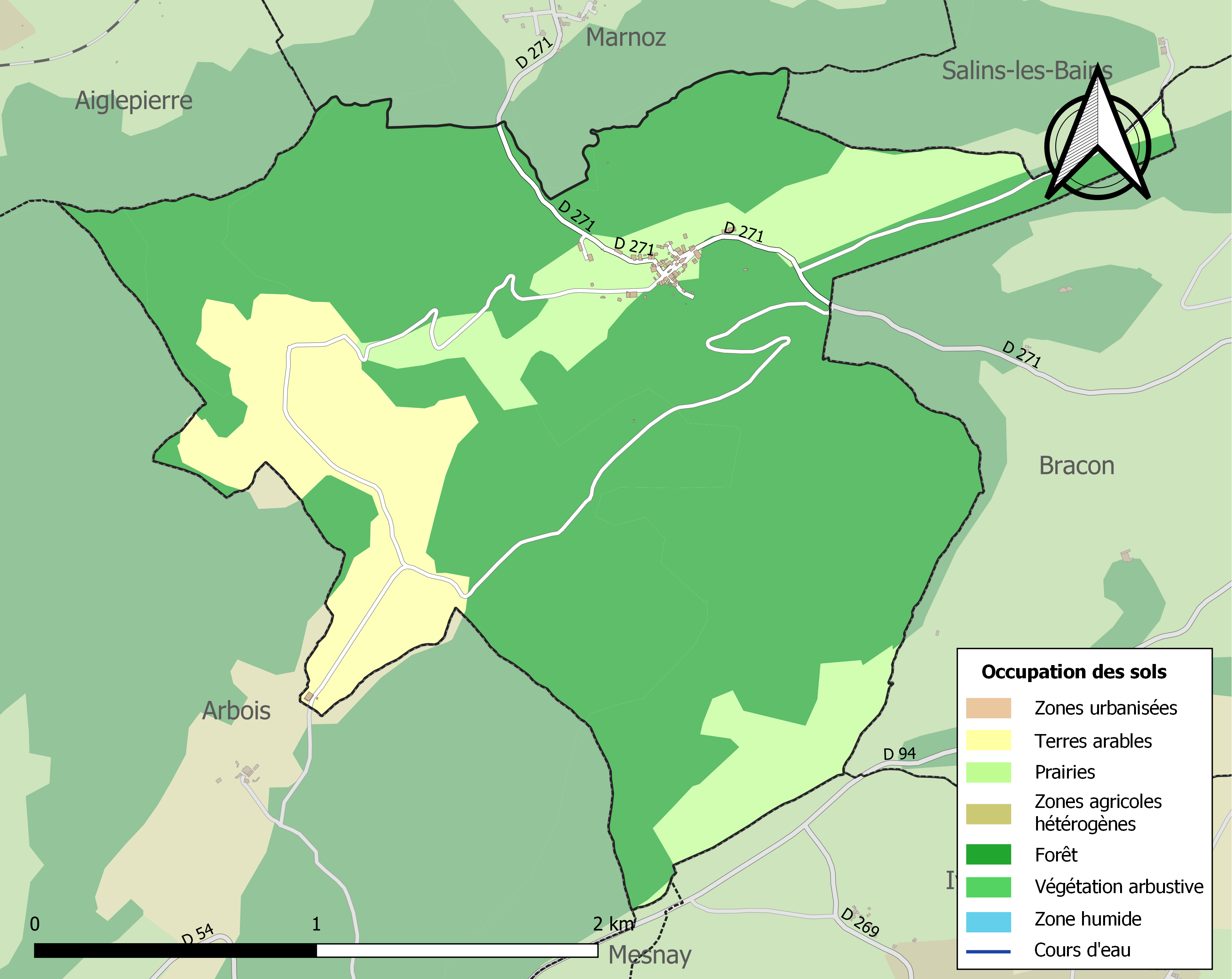
Kaart van de gemeente met de belangrijkste infrastructuur, bodemgebruik en omliggende gemeenten

De oppervlakte van Pretin bedraagt 5,5 km², de bevolkingsdichtheid is dus 10,4 inwoners per km².

## Demografie
Onderstaande figuur toont het verloop van het inwonertal (bron: INSEE-tellingen).